# Suiza en los Juegos Paralímpicos de Örnsköldsvik 1976
Suiza estuvo representada en los Juegos Paralímpicos de Örnsköldsvik 1976 por un total de quince deportistas, once hombres y cuatro mujeres.

## Medallistas
El equipo paralímpico suizo obtuvo las siguientes medallas:
| Nombre                | Deporte        | Evento                            |
| --------------------- | -------------- | --------------------------------- |
| Oro                   |                |                                   |
| Irene Moillen         | Esquí alpino   | Eslalon II femenino               |
| Irene Moillen         | Esquí alpino   | Eslalon gigante II femenino       |
| Irene Moillen         | Esquí alpino   | Combinada II femenino             |
| Elisabeth Osterwalder | Esquí alpino   | Eslalon gigante IV A femenino     |
| Heinz Moser           | Esquí alpino   | Eslalon III masculino             |
| Heinz Moser           | Esquí alpino   | Eslalon gigante III masculino     |
| Heinz Moser           | Esquí alpino   | Combinada III masculino           |
| Felix Gisler          | Esquí alpino   | Eslalon IV B masculino            |
| Eugen Diethelm        | Esquí alpino   | Eslalon gigante II masculino      |
| Germain Oberli        | Esquí de fondo | 10 km distancia corta A masculino |
| Plata                 |                |                                   |
| Eugen Diethelm        | Esquí alpino   | Combinada II masculino            |
| Bronce                |                |                                   |
| Germain Oberli        | Esquí de fondo | 15 km distancia media A masculino |